# Parahysiella
Parahysiella is een geslacht van rechtvleugeligen uit de familie veldsprinkhanen (Acrididae). De wetenschappelijke naam van dit geslacht is voor het eerst geldig gepubliceerd in 1972 door Wintrebert.

## Soorten
Het geslacht Parahysiella  is monotypisch en omvat slechts de volgende soort:
- Parahysiella betsileana (Wintrebert, 1972)